# Młodość (Warszawa)
Młodość – tygodnik o charakterze społecznym, naukowym i literackim, ukazujący się w Warszawie w latach 1905–1906. Był wydawany przez Juszkiewicza i Rygiera.
Było skierowane do postępowej warszawskiej inteligencji. Na łamach tygodnika ukazywały się istotnie dla historii literatury artykuły Bolesława Prusa (np. „Oda do młodości” opublikowana w 1. numerze pisma w 1905), Wacława Nałkowskiego, utwory Adolfa Warskiego, Ludwika Krzywickiego, Izabeli Moszczeńskiej, Marii Komornickiej, Antoniego Langego, Zofii Nałkowskiej.